# Filosofia rinascimentale
(Marsilio Ficino, De immortalitate animarum)

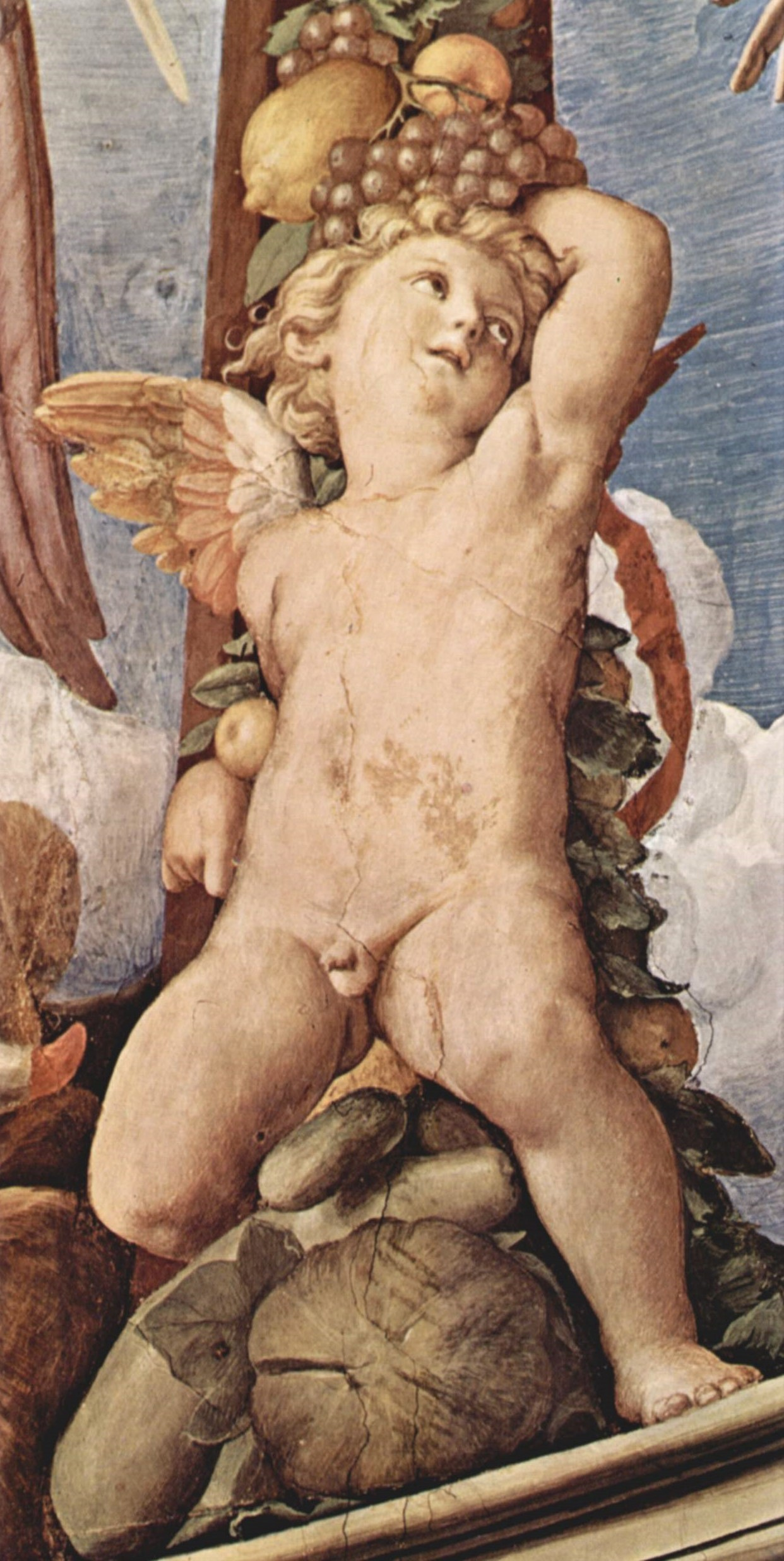
Un Amorino, figura variamente riconducibile al mito dell'eros platonico

La filosofia rinascimentale, che segna la fine del Medioevo e l'inizio dell'età moderna, si estende lungo tutto il Quattrocento e il Cinquecento.

## Rinascita del Neoplatonismo

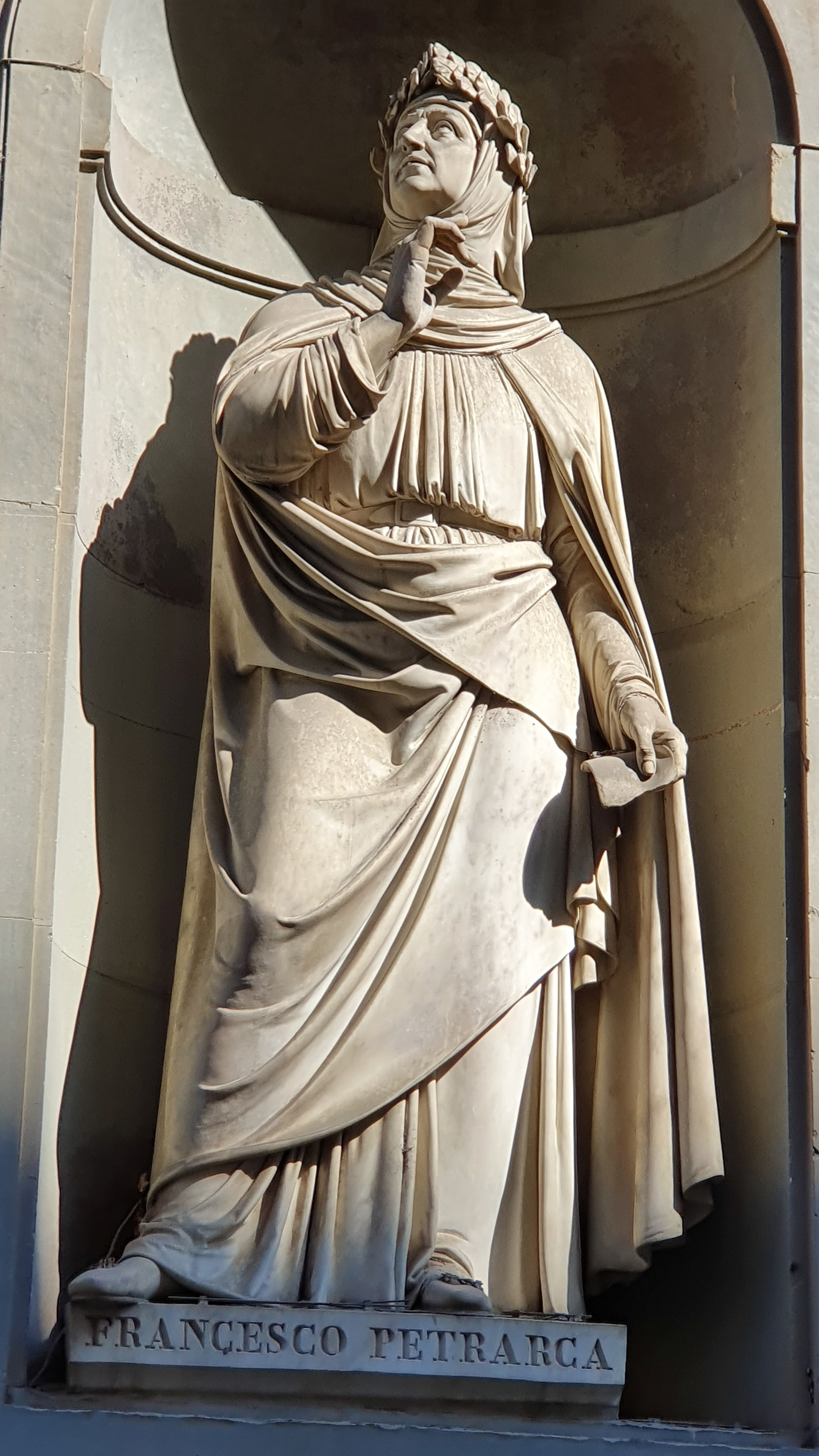
Francesco Petrarca

Si è soliti tuttavia fare iniziare le prime istanze umanistiche, preludio del Rinascimento, con un autore trecentesco: Francesco Petrarca (1304-1374). In lui, primo tra i moderni, si avverte già il dissidio tra prospettiva religiosa medievale e riscoperta dell'uomo, propria dell'Umanesimo. Nel Petrarca si annuncia insomma quella che sarà una costante del successivo pensiero umanistico e poi rinascimentale, cioè il tentativo di conciliare Agostino, Cicerone, Platone, di tenere uniti pensiero cristiano, humanae litterae latine, e filosofia classica greca.
L'umanesimo fu la principale componente della civiltà del Rinascimento. Nella storiografia più datata si collocava l'umanesimo in un periodo anteriore al Rinascimento: il primo inteso come un periodo di studio e di assimilazione dell’arte e del pensiero degli antichi , il secondo invece un periodo di rielaborazione e di creazione originale. Più recentemente invece, si tende ad identificarli o a riconoscere una certa priorità al secondo, pur mantenendo distinti i due ambiti, guardando all'umanesimo come una componente importante del Rinascimento, che riguardò soprattutto le lettere, seppur esercitando una rilevante influenza anche nel campo del sapere, delle arti e della vita politico-morale.
Da allora l'uomo divenne il centro di un'attenzione che la cultura precedente sembrava non avergli accordato, sicché il suo operare nel mondo iniziò ad acquisire un nuovo significato basato sull'ideale dell'homo faber. Dal rinnovato interesse per i classici emergerà inoltre una molteplicità di orientamenti culturali che porterà sostanzialmente a due tendenze di pensiero: una che si richiama ad Aristotele, interpretandolo però in chiave naturalistica, in antitesi al senso religioso con cui l'aveva letto San Tommaso; l'altra che si richiama a Platone e ai neoplatonici (Plotino in particolare), nella quale troviamo oltre al già citato Petrarca, anche Coluccio Salutati (1332-1406), Leonardo Bruni (1370-1444), e Poggio Bracciolini (1380-1459).
Fu però soprattutto quest'ultima, quella neoplatonica, a godere di una grande rinascita, dovuta sia a una forte polemica anti-aristotelica, che soleva dipingere Aristotele come un pensatore vetusto e pedante, sia grazie al tentativo di riunificazione tra le Chiese d'Oriente e d'Occidente (operato nel Concilio del 1438), che fece confluire un gran numero di intellettuali e dotti bizantini in Italia, specialmente a Firenze, i quali favorirono la riscoperta degli studi classici greci; il più noto di essi fu il maestro Pletone. L'immigrazione di studiosi orientali fu poi incentivata anche dalla caduta di Costantinopoli nel 1453. Una caratteristica dei filosofi rinascimentali era la loro tendenza a identificare il platonismo con il neoplatonismo, particolarità tipica di tutto l'Umanesimo e il Rinascimento. Solo nel XIX secolo si è saputo distinguere il pensiero di Platone da quello di Plotino; nel Quattrocento infatti si intendeva per platonismo una corrente filosofica complessa e molto composita, che non abbracciava solo Platone, ma anche neoplatonici come Agostino e Duns Scoto, oltre a tradizioni orfiche e pitagoriche. Lo stesso Aristotele vi era in fondo compreso; la polemica contro di lui era rivolta più che altro contro il naturalismo e un certo modo di intendere l'aristotelismo, specie quello delle scuole, per il resto di Platone e Aristotele si cercavano più le concordanze che le divergenze.
La riscoperta dei classici significò, tra l'altro, non tanto una semplice acquisizione degli antichi testi, quanto un diverso modo di leggerli, preoccupato di ricostruirli storicamente e di sottoporli a un vaglio critico rigoroso. Fu così che si diffuse la passione per la filologia, tendenza presente soprattutto nell'attività di Lorenzo Valla.
Gli umanisti arricchirono così e incrementarono il patrimonio librario, accompagnandolo all'ammirazione per la lingua latina che era considerata la lingua della sapienza.
Non si può trascurare neanche l'interesse per la pedagogia, mirante non a un'educazione professionale, ma a formare il giovane nella sua completezza, mediante uno sviluppo armonico di tutte le doti umane, sia fisiche che spirituali, facendo di ciascun individuo come un'opera d'arte, un tentativo compiuto di saper plasmare la propria vita come l'artista plasma la propria opera. Questo amore per il bello nasceva dal prevalere delle tendenze ideali collegate appunto al neoplatonismo. L'amore, la libertà, la sete di infinito, vennero esaltati come valori assoluti, in maniera simile a quanto avverrà nel Romanticismo. Inizialmente avverso al naturalismo, che appariva dimentico del vero valore dell'uomo, il neoplatonismo esaltava la bellezza dell'Idea, contrapposta alla bellezza sensibile, e alla quale giungere soltanto tramite il pensiero e i sensi più elevati. L'amore soprattutto veniva inteso platonicamente come una via per elevarsi alla perfezione e alla contemplazione di Dio. La purezza e la spiritualità erano pertanto le qualità che più si addicevano al vero amore.

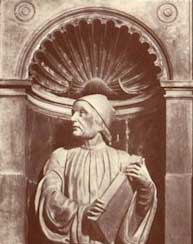
Marsilio Ficino.

I neoplatonici di maggior rilievo furono senza dubbio Nicola Cusano e Marsilio Ficino, i quali, alla precedente prospettiva medievale rivolta verso il Trascendente ed espressa nella sua forma estrema dal gotico, vi sostituirono una religiosità che guarda piuttosto al divino presente nell'uomo e nel mondo. Secondo Cusano l'individuo umano, pur essendo una piccola parte del mondo, è una totalità nel quale tutto l'universo risulta contratto. L'uomo è infatti immagine di Dio che è l'"implicatio" di tutto l'essere così come nell'unità numerica sono potenzialmente impliciti tutti i numeri, mentre l'Universo è invece l'"esplicatio" dell'Essere, ovvero l'esplicitazione di ciò che è presente in potenza nell'unità. L'uomo è pertanto un microcosmo, un dio umano. Cusano fu inoltre tra i primi a concepire l'universo, già nella prima metà del Quattrocento, senza limiti spaziali e quindi senza una circonferenza che lo delimiti.
Tra le figure mitiche che contribuirono a divulgare una spiritualità dai tratti orientali e dall'alone magico spicca Ermete Trismegisto, considerato agli occhi degli umanisti una sorta di profeta pagano che, similmente ai grandi profeti della tradizione ebraico-cristiana, prometteva la salvezza delle anime come elargito nel celebre Corpus Hermeticum a lui attribuito.
Zoroastro poi venne considerato da Giorgio Gemisto Pletone l’ideatore degli Oracoli caldaici. Questa opera contribuì ad alimentare ulteriormente la mentalità magica dell’epoca, tramite l’asseverazione e l’attribuzione al sapere oracolare di un potere conoscitivo peculiare capace di agire sulle cose o sulla stessa divinità, influenzandone le azioni.
Figura di notevole entità in quel periodo è stata anche Orfeo, soprattutto grazie alla diffusione degli Inni orfici. Ficino considerava Orfeo l’erede di Trismegisto, tanto da recitare alcuni versi degli Inni per ingraziarsi il favore delle stelle.
Che non vi sia contrasto tra platonismo e cristianesimo era convinzione anche di Marsilio Ficino, il quale concepì anzi il platonismo come una vera e propria preparazione alla fede, intitolando la sua opera più celebre Theologia platonica (1482). Il tema dell'eros diventa in Ficino un motivo filosofico centrale: l'amore è il dilatarsi stesso di Dio nel mondo, la causa per cui Dio "si riversa" nel mondo, e per cui produce negli uomini il desiderio di ritornare a Lui. Al centro di questo processo circolare c'è dunque l'uomo, vera copula mundi, che tiene legati in sé gli estremi opposti dell'universo, e come in Cusano è specchio di quell'Uno (inteso plotinianamente) dal quale proviene tutta la realtà. Qui si nota tuttavia come Ficino usi il concetto platonico di Eros attribuendovi un significato cristiano, poiché, diversamente che in Platone, l'amore è per lui anzitutto attributo di Dio, movimento di Dio che scende verso il mondo, e non solo tensione irrequieta dell'anima umana che vuol salire verso di Lui.
Ficino fu inoltre uno dei personaggi più attivi dell'Accademia Neoplatonica di Firenze, che divenne il centro propulsore del neoplatonismo rinascimentale: voluta da Cosimo de' Medici, essa era un cenacolo di filosofi e letterati fiorentini riuniti nella villa medicea di Careggi (presso Firenze), e voleva significare la riapertura dell'antica Accademia ateniese di Platone (che era stata chiusa nel 529 d.C.), per favorire la rinascita della dottrina del grande filosofo greco.
Un altro esponente di primo piano dell'Accademia platonica fu Pico della Mirandola, il quale tuttavia tentò di conciliare il neoplatonismo con l'aristotelismo e concezioni mistiche connesse alla cabala ebraica, congiungendoli in una linea di continuità secondo un ideale di concordia universale. Egli, nell'Oratio de hominis dignitate, attribuisce all'uomo la dignità di essere l'artefice del proprio destino. All'uomo infatti Dio offre il dono della libertà: mentre nelle altre creature tutto è stato già dato come qualità definita e stabile, all'uomo è concesso di farsi e inventarsi nelle forme da lui scelte.

## Astrologia, alchimia e arti magiche

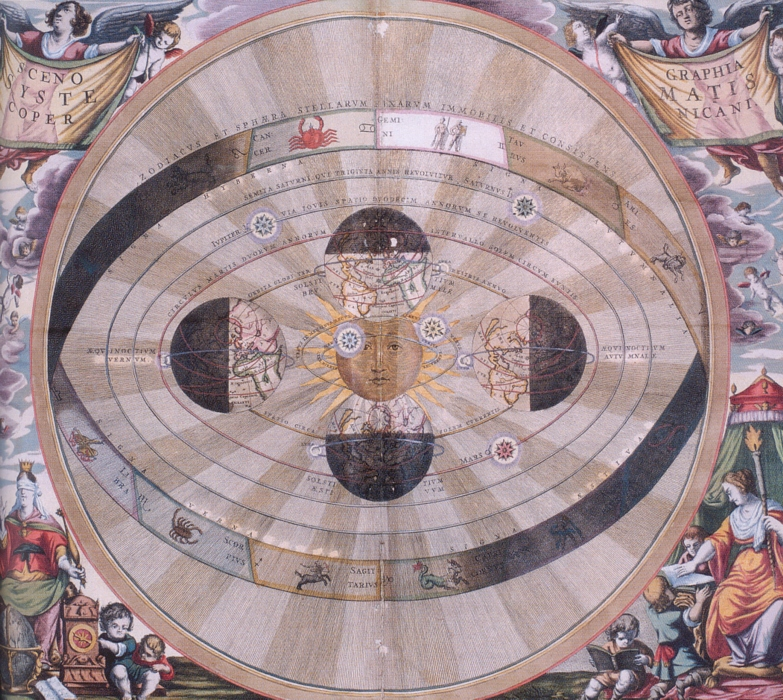
L'universo concentrico elaborato da Copernico (1473-1543)

Anche il pensiero scientifico fu caratterizzato dall'influsso del Neoplatonismo, che fu determinante nell'anticipare quella visione di armonia dell'universo che ritroviamo nella rivoluzione scientifica attuata da Copernico, Keplero e Galilei. Secondo la concezione neoplatonica, infatti, l'universo è retto da un ordine armonico che si irradia in ogni sua parte ed è strutturato perciò in maniera concentrica. Non si tratta di un universo statico, ma in movimento: in esso prevale un equilibrio dinamico, simboleggiato dal cerchio e dalla sfera, viste come le figure più perfette in quanto espressione di massima sintesi tra forze centrifughe e centripete. A fondamento dell'ordine geometrico del cosmo è posto Dio, il quale lo governa attraverso un atto d'amore. 
Non è dunque una visione meccanica del mondo, bensì una concezione organica e unitaria in cui le leggi che regolano l'universo ricevono anima e vita dall'amore divino. Secondo l'astrologia rinascimentale esiste di conseguenza una corrispondenza tra le strutture della mente umana e le strutture reali dell'universo, ovvero tra la nostra ragione soggettiva e la ragione oggettivata nella natura, in quanto generate dalla stessa intelligenza creatrice. Questo sarà il presupposto fondamentale di tutti i successivi sviluppi scientifici e tecnologici, espressamente formulato da Galilei con la celebre affermazione che il libro della natura è scritto in linguaggio matematico. La fiducia nell'astrologia, scaturita da una tale idea di corrispondenza tra fenomeni celesti e fenomeni terreni, si inserì tra l'altro nella tipica ottica rinascimentale volta ai fini pratici di azione nel mondo. Gli oroscopi infatti avevano il fine di leggere le circostanze in cui un'azione aveva la probabilità maggiore di riuscire: essi erano dunque al servizio di un uomo che guarda al futuro e intende intervenire attivamente nel corso degli eventi per mutarli.
Fu inoltre nel Rinascimento che si accese come mai prima d'ora un dibattito sulla stregoneria e le pratiche ad essa legate. Fu soprattutto la credenza che specifiche persone, perlopiù donne, fossero dotate di poteri nefasti e concessi dal diavolo a stimolare la caccia alle streghe, rendendole perseguibili e punibili dalla legge.
Nel 1487 i domenicani Heinrich Kramer e Jacob Sprenger pubblicarono il Malleus Maleficarum (letteralmente "Il martello delle streghe") che presenta al suo interno le diverse fattispecie di stregoneria e i metodi per sconfiggerla in tribunale, mentre in Italia umanisti e giuristi si divisero fra coloro che, da un lato, favorivano e divulgavano la caccia alle streghe, dall’altro coloro che dubitavano dell’esistenza di simili entità magiche.
Nell'ambito dell'astrologia riprese vigore anche una disciplina emblematica di questo periodo, cioè l'alchimia, favorita dal fatto che una delle tante opere riscoperte durante il Rinascimento fu il Corpus Hermeticum di Ermete Trismegisto che Cosimo de' Medici fece tradurre da Marsilio Ficino intorno al 1460. Forte era comunque l'influenza di scritti e autori arabi, i quali, facendo da mediatori, avevano consentito la ripresa di contatto con la tradizione alchemica greca già dal basso Medioevo. A differenza della prassi demonologica collegata con la credenza cristiana in spiriti buoni e cattivi, l'alchimia si proponeva di intervenire sulle sole forze naturali, facendo così da apripista alla chimica moderna. Essa si basava infatti sulla magia bianca che, diversamente dalla magia nera, consisteva nello studio empirico delle sostanze elementari e in esperimenti scientifici su di esse. L'alchimista ne cercava le proprietà lavorando all'incirca come un chimico, catalogandole, operando miscugli, servendosi di fornelli ed alambicchi che saranno poi gli strumenti principali utilizzati dalla chimica come la intendiamo oggi. Operando in quest'ambito Paracelso (1493-1541) diede ad esempio un notevole impulso alla farmacologia.

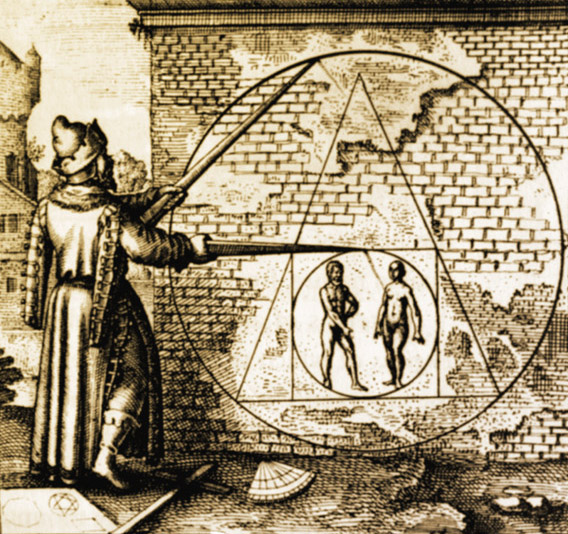
Composizione della quadratura del cerchio, simbolo geometrico della pietra filosofale.

Scopo principale degli alchimisti era la ricerca della pietra filosofale, dalla quale si sarebbero potute trarre tre proprietà fondamentali: un elisir in grado di conferire l'Immortalità e di dare la panacea universale per qualsiasi malattia; l'"onniscienza" ovvero la consapevolezza del passato e del futuro, del bene e del male (simile alle qualità del frutto biblico dell'albero della Conoscenza); la possibilità infine di trasmutare i metalli in oro, la meno importante delle tre ma quella più ricercata dagli avidi e che ha colpito maggiormente l'immaginario popolare. Da questa deriva l'enorme potere di arricchimento detenuto dall'alchimista, che egli tuttavia era tenuto a usare per scopi strettamente umanitari, dovendo egli sviluppare un senso morale parallelo all'elaborazione della pietra e che costituiva anzi una condicio sine qua non per la riuscita finale del suo operare. La pietra filosofale non era tuttavia l'oggetto di semplici leggende o di visioni utopiche: l'oro infatti veniva utilizzato come catalizzatore nelle reazioni chimiche, ed era da sempre apprezzato essendo l'unico metallo conosciuto che restasse inalterabile nel tempo. La scienza contemporanea poi riuscirà effettivamente a trasformare in oro alcuni metalli, agendo a livello delle forze nucleari.

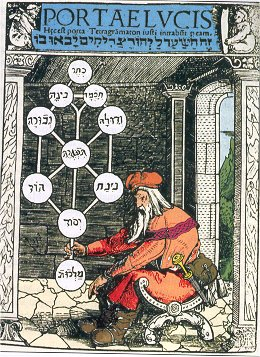
Raffigurazione della Cabbala

La trasmutazione dei metalli in oro si inserisce nell'ottica evoluzionista tipica dei filosofi neoplatonici: essi pensavano infatti che tutta la creazione, corrottasi a causa del biblico peccato originale, tendesse a ritornare verso la perfezione originaria. Come l'uomo tende verso la divinizzazione, così i metalli mutavano verso l'oro, la forma più nobile della loro specie. Si cercava in un certo senso di risolvere la materia nello spirito; e contemporaneamente si operava anche all'inverso, facendo compiere a ritroso il cammino della natura, fino a poter ricostruire, ad esempio, una pianta dalle sue ceneri, o fabbricare sinteticamente l'uomo (l'homunculus), al di fuori delle vie naturali.
Insieme all'alchimia ricevettero grande impulso numerosi altri mestieri e discipline, come la chiromanzia, la numerologia, la matematica, la medicina, l'anatomia. Una caratteristica dei ricercatori rinascimentali era infatti la loro poliedricità: essi cioè erano soliti svolgere più attività diverse contemporaneamente, secondo l'ideale dell'uomo universale, incarnato ad esempio da Leonardo da Vinci (1452-1519), da molti considerato il primo scienziato in senso moderno. 
Nell'ambito della magia propriamente detta, un importante contributo provenne dal De occulta philosophia di Agrippa von Nettesheim, in cui essa viene definita «la scienza più perfetta» e divisa in tre tipologie: naturale, celeste e cerimoniale, in cui le primi due rappresentano la magia bianca, e la terza quella nera o negromantica.
Nel campo della matematica e della geometria sono invece da ricordare il tentativo di quadratura del cerchio da parte di Cusano, o la soluzione delle equazioni cubiche da parte di Tartaglia e il suo celebre Triangolo.
La matematica era allora una materia affine alla numerologia, la quale si proponeva di interpretare la realtà in chiave simbolica ed ermetica ricollegandosi a dottrine neopitagoriche, esoteriche e cabbalistiche, ma anche la teologia, la filosofia e tutte le scienze venivano collegate tra loro, nel tentativo di coniugarle e di renderle parte di un unicum. L'ideale dei filosofi rinascimentali consisteva in definitiva nella ricerca di un sapere unitario, organico, coerente, che fungesse da raccordo di tutte le discipline e le conoscenze dello scibile umano, e soddisfacesse il bisogno di ricondurre e ritrovare la molteplicità nell'unità, la diversità nell'identità, la varietà nella totalità. Sarà il sogno anche degli idealisti romantici.

## Neoplatonismo nell'arte
Non solo la letteratura e le scienze, ma l'arte in generale viene avvertita come la via maestra per cogliere l'ideale neoplatonico di armonia e perfezione, come la forma più immediata di intuizione dell'assoluto, in accordo con i tre ideali platonici dell'eterno Vero, l'eterno Buono, e l'eterno Bello, triade raffigurata da Raffaello in tre dipinti nella Stanza della Segnatura ai Musei Vaticani (il secondo dei quali è la celebre Scuola di Atene).

La Nascita di Venere del Botticelli, nella quale si possono riscontrare numerosi motivi neoplatonici

Sono gli ideali rinvenibili nella pittura, in particolare nel Botticelli che nella sua Venere esprime l'amore celeste e intelligibile messo in risalto dalla purezza del nudo; nella scultura, specialmente in Michelangelo, secondo cui l'artista assomiglia a Dio perché tenta di trasporre l'Idea nella materia così come Dio ha impiantato il Bello nel mondo fisico; nella musica (un'arte già rivalutata da Plotino), ad esempio in Franchino Gaffurio che sperimentò armonie e consonanze musicali basate sui rapporti numerici universali delle sfere celesti, ponendo le basi per lo sviluppo del canto polifonico; e in architettura dove si insegue il modello della città ideale (raffigurata in un dipinto attribuito a Piero della Francesca), secondo i princìpi del classicismo. Una città che intendeva rifarsi a un simile modello fu ad esempio Urbino.
Una tipica figura umanista, che si sforzò di cogliere l'armonia e l'equilibrio di un mondo costruito attraverso l'attivo operare dell'uomo, è quella di Leon Battista Alberti (1404-1472). In lui non mancano però visioni pessimiste: egli avverte come l'equilibrio che si sta cercando appare fragile e continuamente minacciato.

## Vitalismo cosmico

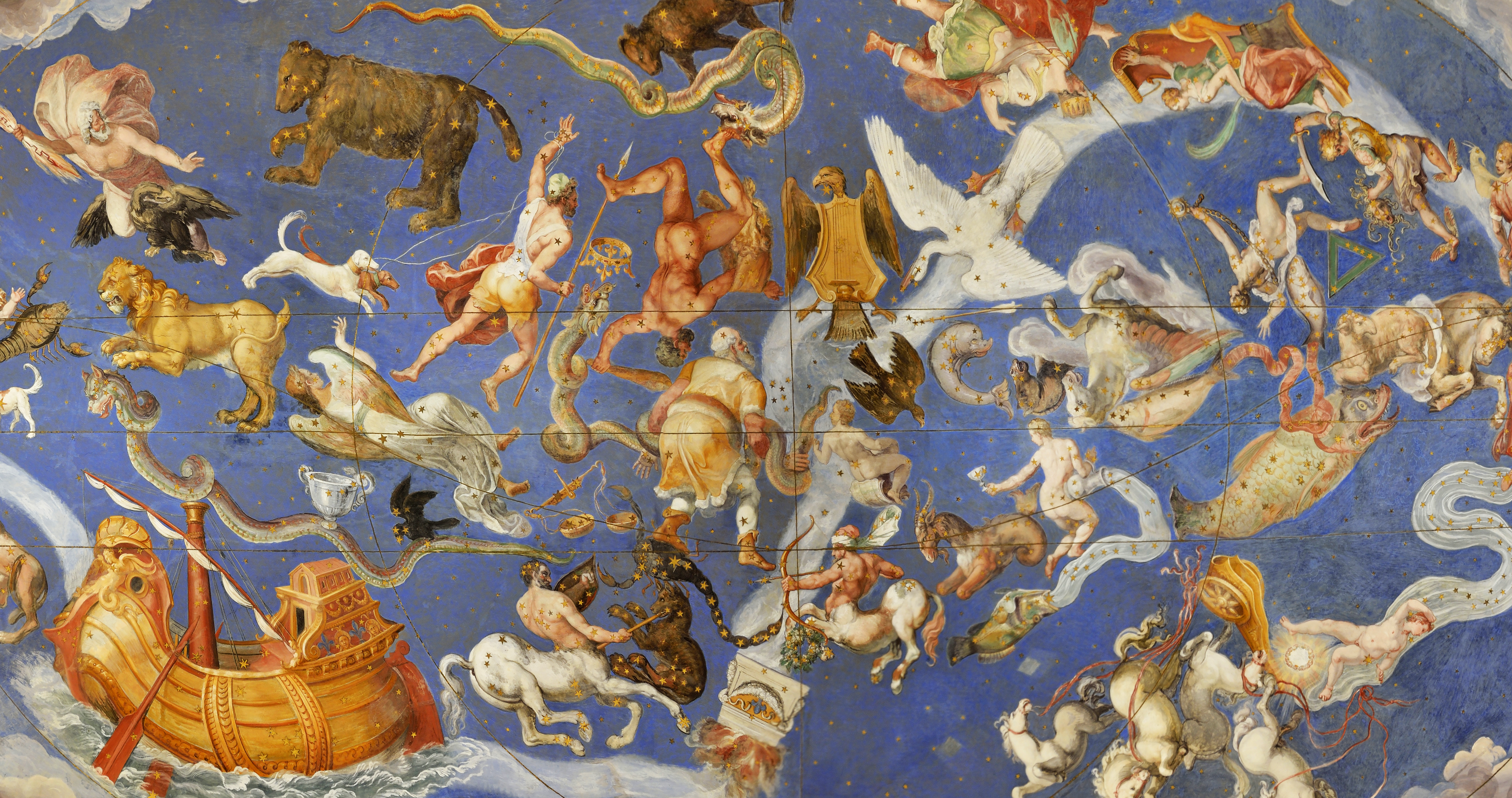
Mappa delle costellazioni cosmiche raffigurate come esseri viventi (affresco di Palazzo Farnese a Caprarola)

Una costante della filosofia rinascimentale rimane la concezione vitalistica dell'universo e della natura, secondo cui ogni realtà, dalla più grande alla più minuta, risulta animata e popolata da presenze e da forze vitali. Tutto l'universo è concepito come un unico grande organismo. Secondo il neoplatonismo infatti, la natura è profondamente penetrata da energie spirituali, poiché, in virtù dell'identità di essere e pensiero, ogni oggetto è anche al tempo stesso soggetto; ogni realtà fa capo a un'idea in virtù della quale essa risulta animata da una vita autonoma e unitaria. Il principio che unifica il molteplice è l'anima del mondo, la quale permetteva di considerare organicamente congiunti tutti i diversi campi del reale, e con cui l'uomo forma un tutt'uno. Questa visione del cosmo, che sarà ripresa dagli idealisti romantici e in particolare da Schelling, viene ampiamente sviluppata da tre filosofi naturalisti dell'Italia meridionale: Bernardino Telesio, Giordano Bruno, e Tommaso Campanella. In loro il neoplatonismo, dopo esserne stato alquanto avverso, viene ora conciliato col naturalismo e il panteismo; e nonostante la loro polemica contro Aristotele, esso risulta profondamente legato alla problematica e ai procedimenti metodologici aristotelici.
Con Telesio nasce una prima forma di metodologia scientifica, soprattutto nelle obiezioni che egli muove ad Aristotele. Telesio si propone di interpretare unitariamente tutta la realtà fisico-naturale, estendendo il campo della sua concezione naturalistica alla stessa vita intellettiva ed etica dell'uomo.
Bruno invece, oltre a dedicarsi alla magia, all'astrologia, e all'arte della mnemotecnica, eredita da Cusano l'idea di infinità dell'universo, anticipando per via filosofica le scoperte scientifiche della moderna astronomia. Bruno infatti affermava non solo che Dio è presente nella natura (la quale è tutta viva, animata), ma anche che il cosmo è infinito e che esistono innumerevoli altri mondi, non limitandosi così al timido eliocentrismo copernicano, ma contrapponendo al geocentrismo medievale una concezione molto più radicale.
Personalità irruente, da allievo di Platone era convinto che la verità è tale solo quando trasforma radicalmente chi la possiede, quando cioè il pensiero si fa vita, e la filosofia diviene magia. Per far trionfare il divino che è in noi occorre dunque secondo Bruno un impeto razionale, non un'attività pacifica che spenga i sensi e la memoria, ma al contrario li acuisca: occorre cioè un eroico furore (un termine chiaramente ereditato dall'Eros platonico).
Tommaso Campanella, considerato uno dei filosofi più originali dell'epoca tardo-rinascimentale, ebbe una vita molto avventurosa e travagliata. Arrestato a Napoli nel 1599 con l'accusa di cospirazione ed eresia, riuscì a sfuggire alla pena capitale simulando la follia, ma venne condannato al carcere a vita. Durante i ventisette anni di detenzione compose le sue opere principali, tra cui La città del sole (1602), progetto di una società ideale ispirato alla Repubblica di Platone. Tentò una conciliazione tra la tradizione tomista e quella agostiniana accordandole con una visione trinitaria dell'essere, e facendo inoltre della coscienza l'attributo fondamentale di ogni realtà (sensismo).

## Correnti filosofiche, politiche, e religiose
Il naturalismo non assunse solo le forme del tardo neoplatonismo, ma anche di altre correnti filosofiche e letterarie. A una concezione naturalistica dell'amore ispirata al modello boccacciano si rifecero ad esempio Poliziano e Lorenzo il Magnifico, che invitavano a godere i piaceri amorosi, o Lorenzo Valla che la colorò di significato religioso.
Ma il naturalismo venne fatto proprio soprattutto dall'aristotelismo, che tuttavia si sviluppò esclusivamente all'interno degli ambienti accademici, anche se assunse tratti capaci di accomunarlo con le ricerche dei nuovi platonici. In seguito alla pubblicazione dei grandi commentari di Averroè, affiancati ben presto da quelli di Alessandro di Afrodisia, l'aristotelismo venne caratterizzato dalla disputa tra queste due interpretazioni, con averroisti da un lato e alessandrinisti dall'altro; il maggior rappresentante della scuola alessandrina fu Pietro Pomponazzi (1462-1525), figura di spicco dell'aristotelismo padovano, che affrontò la spinosa questione dell’immortalità dell’anima.
Altre correnti naturalistiche riemergenti furono l'epicureismo e lo stoicismo, alle quali aderì Montaigne: personaggio sui generis del Cinquecento, avverso alla nostalgia dei classici pur ponendo anche lui l'uomo al centro della sua attenzione, Montaigne finirà poi su posizioni scetticiste. Si tratta a ogni modo di correnti parallele al neoplatonismo, che rimase la tendenza preferita grazie al rinnovato fervore con cui venne rilanciato da parte di Cusano nell'Europa d'oltralpe, e dell'Accademia neoplatonica di Ficino in Italia.

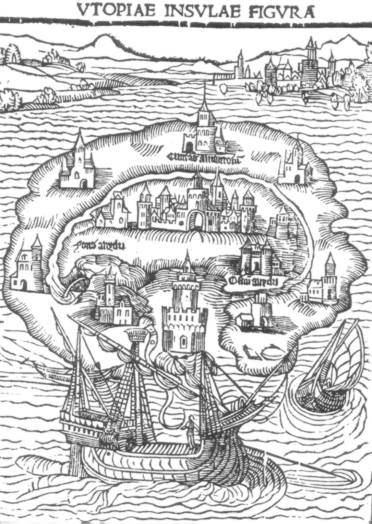
Illustrazione dell'isola di Utopia

### Fra utopia e realismo
La rivalutazione della figura dell'uomo favorì una presa di coscienza del suo ruolo e del suo senso di responsabilità anche all'interno della storia. Nel campo della filosofia politica il Cinquecento si inaugura così con due opere quasi contemporanee: Il Principe di Niccolò Machiavelli (1513) e L'Utopia di Tommaso Moro (1516). Il realismo di Machiavelli e l'utopismo di Moro, per la loro opposizione e diversità di intenti, possono essere assunti come i due poli fondamentali entro cui si svolge l'intera riflessione politica rinascimentale. 
Mentre il discorso utopico mirava a prospettare l’eliminazione dei mali dalla vita individuale e sociale (ineguaglianza, povertà, fame, guerra), Machiavelli in particolare può essere considerato il fondatore della teoria della "ragion di stato": al centro della sua ricerca c'è esclusivamente l'azione politica, dall'orizzonte della quale egli tende a escludere ogni altra considerazione religiosa, morale o filosofica. Il suo impegno finalizzato alla costruzione di un potere saldo ed efficiente si inserisce nell'ideale rinascimentale di opporre la volontà e la responsabilità umana al dominio del caso e alle incognite della storia. Nella situazione politica italiana, divisa in tante signorie e anomala rispetto al resto d'Europa dove assistiamo invece alla formazione degli stati unitari e alla loro lenta trasformazione in stati assoluti, l'italiano Machiavelli fu paradossalmente un precursore del pensiero politico moderno.
L'ideale machiavellico di uno stato forte fu tuttavia respinto da Guicciardini, secondo cui il terreno politico rimaneva luogo di scontro di forze puramente individuali (di qui quel suo atteggiamento di affidarsi al proprio particulare, inteso come tornaconto e utile personale). Nella seconda metà del Cinquecento si assistette inoltre alla contrapposizione tra assolutisti (il più importante dei quali fu Jean Bodin), e i cosiddetti Monarcomachi, animati invece da un'irriducibile avversione al potere del re. Tra le filosofie politiche tardo-rinascimentali troviamo poi il giusnaturalismo dell'olandese Ugo Grozio (che affrontò tra l'altro problemi di diritto internazionale), e infine le utopie di Francesco Bacone e del già ricordato Campanella.

### Il rinnovamento religioso
La concezione maggiormente individualistica dell'essere umano, comune peraltro a tutto l'Umanesimo, assunse una particolare importanza anche nella fede religiosa, dove mentre da un lato ci furono casi di paganesimo di ritorno, dall'altra assistiamo a un nuovo fervore della devozione cristiana. Il rapporto del singolo individuo con Dio divenne spesso più importante di quello con la Chiesa come istituzione. In questo panorama si inserisce la Riforma di Martin Lutero (1483-1546), di Calvino (1509-1564), e di Zwingli (1484-1531); ma anche all'interno del cattolicesimo vi furono numerose istanze di rinnovamento, si pensi ad esempio alle figure di Girolamo Savonarola (1452-1498), o di Erasmo da Rotterdam (1466-1536). Quest'ultimo in particolare polemizzò contro Lutero poiché vedeva nella sua negazione della libertà umana una posizione nettamente in contrasto con la mentalità umanista e rinascimentale.
Il Burdach, assertore di una sostanziale continuità fra Medioevo e Rinascimento, individua la genesi della rinascita religiosa rinascimentale già nelle aspirazioni mistico-religiose del Duecento italiano, presenti soprattutto nello spirito evangelico di San Francesco d'Assisi e nelle attese di Gioacchino da Fiore.

## Filosofi rinascimentali
- Coluccio Salutati (1331–1406)
- Giorgio Gemisto Pletone (1355–1452)
- Leonardo Bruni (1370–1444)
- Giorgio di Trebisonda (1395–1473)
- Nicola Cusano (1401–1464)
- Cardinale Bessarione (1403–1472)
- Lorenzo Valla (1407–1457)
- Leon Battista Alberti (1404–1472)
- Marsilio Ficino (1433–1499)
- Giovanni Pico della Mirandola (1463–1494)
- Pietro Pomponazzi (1462–1524)
- Erasmo da Rotterdam (1466–1536)
- Niccolò Machiavelli (1469–1527)
- Tommaso Moro (1478–1535)
- Charles de Bovelles (1479–1553)
- Francesco Guicciardini (1483–1540)

- Agrippa von Nettesheim (1486–1535)
- Martin Lutero (1483–1546)
- Juan Luis Vives (1492–1540)
- Filippo Melantone (1497–1560)
- Bernardino Telesio (1509–1588)
- Pietro Ramo (1515–1572)
- Francesco Patrizi (1529–1597)
- Jean Bodin (1529–1596)
- Étienne de La Boétie (1530–1563)
- Jacopo Zabarella (1533–1589)
- Michel de Montaigne (1533–1592)
- Francisco Suárez (1548–1617)
- Giordano Bruno (1548–1600)
- Francesco Bacone (1561–1626)
- Tommaso Campanella (1568–1639)
- Giulio Cesare Vanini (1585–1619)